# Amblyeleotris japonica
Amblyeleotris japonica är en fiskart som beskrevs av Takagi, 1957. Amblyeleotris japonica ingår i släktet Amblyeleotris och familjen smörbultsfiskar. Inga underarter finns listade i Catalogue of Life.